# アンチセンス鎖
アンチセンス鎖・反有意鎖 (英: antisense strand) は、ある配列のDNAやRNAに対して相補的な配列をもつDNA断片やRNA断片のこと。DNAにおいてはアデニンとチミン、そしてグアニンとシトシンは結合力をもつため、溶液内あるいは細胞内では相補的な断片同士が結合し、さまざまな影響をもたらす。RNAの場合にはアデニンとウラシルが結合する。

## 具体例
5'-AATTGCGCGGCCTATA-3' という配列を含むDNA（これ以上長くとも良いし、これよりわずかに短くとも良い）がある場合、

3'-TTAACGCGCCGGATAT-5' というDNA断片は上記のDNAに結合し、他の酵素、RNA、蛋白質、糖鎖が結合することを妨げ、DNAの転写を阻害する。

## 脚註

### 註釈
1. ↑  非転写鎖[1]，鋳型鎖[2]とも。